# From Yesterday
"From Yesterday" to trzeci singel zespołu Thirty Seconds to Mars z drugiego albumu A Beautiful Lie. Został wydany 20 kwietnia 2007 roku (Australia), piosenka trwa 4:08. Jej producentem jest Leah Gragham.

## Teledysk
Wideoklip do utworu "From Yesterday" kręcony był przy pomocy 1000 chińskich żołnierzy (stoją na początku filmu, trzymając flagi). Teledysk zaczyna mały chłopiec, prawdopodobnie cesarz, którego pytają, co chciałby dostać na urodziny. On odpowiada po prostu: "Dźwięk Jutra". Nagle akcja się ucina i przenosi do białego pokoju z członkami zespołu, ubranymi w białe stroje, podobne do tych, które noszą szermierze, każdy z mężczyzn wykonuje nieistotne dla klipu czynności (np. Shannon uderza pałeczkami perkusyjnymi w ścianę). Nagle do pokoju wchodzi kobieta i mówi im, że "nadszedł czas". Prowadzi ich przez korytarz, a potem znika. Jared, Shannon, Tomo i Matt idą do samego końca korytarza gdzie otwierają drzwi. Światła zaczynają migotać, a oni wychodzą.
Scena się zmienia i zespół przechodzi przez wielką bramę w tłum chińskich wojowników. Wszyscy idą dalej, do przodu. Jared zauważa kobietę z białą, czystą skórą, która po chwili znika.
Mężczyźni zostają wprowadzeni do sali, gdzie siedzi cesarz i otrzymują zwoje papieru. Jared mówi do brata (Shannon Leto): "To jest dar".
Potem każdy z nich zostaje zaprowadzony do innej części królestwa, poznając przy tym rdzenne chińskie tradycje. Matt Wachter napotyka służącego, który bije samego siebie. Tomo Milicevic znajduje martwą kobietę leżącą w łóżku, której ktoś kładzie na ustach czarną perłę (co jest chińskim zwyczajem). Shannon Leto widzi dorosłego mężczyznę, który przytula się do swojej matki lub żony, a Jared przez przypadek wchodzi w grupę ludzi składających ofiarę z trzech młodych kobiet.
Następnie zespół pokazany jest, gdy przywdziewa tradycyjne chińskie stroje przed spotkaniem się z czworgiem innych wojowników. Wszyscy są ubrani identycznie. Walcząc mają maski i nie wiedzą kto jest kim, ale po walce okazuje się, że przeżyli tylko członkowie zespołu.
Nagle scena się zmienia, zespół stoi na "scenie" a za nimi widać fajerwerki.

## Pozycje na listach przebojów
Piosenka dotarła do #1 miejsca listy Billboard i powtórzyła sukces poprzedniego singla zespołu "The Kill".
| Lista przebojów (2006)           | Najwyższa pozycja |
| -------------------------------- | ----------------- |
| Australia Singles Chart          | 34                |
| Austria Singles Chart            | 12                |
| Belgia Singles Chart             | 6                 |
| USA US Modern Rock Tracks        | 1                 |
| Ameryka Południowa Latin America | 4                 |
| Meksyk Airplay Chart             | 6                 |
| USA US Mainstream Rock Tracks    | 11                |
| Nowa Zelandia Singles Chart      | 13                |
| Australia Singles Chart          | 34                |
| Włochy Singles Chart             | 45                |
| Argentyna Singles Chart          | 50                |
| USA US Hot 100                   | 76                |